# Soitsjärv
Soitsjärv är en sjö i Estland.   Den ligger i landskapet Tartumaa, i den centrala delen av landet, 150 km sydost om huvudstaden Tallinn. Soitsjärv ligger 55 meter över havet. Arean är 0,49 kvadratkilometer. Den ligger vid sjön Saadjärv. Omgivningarna runt Soitsjärv är en mosaik av jordbruksmark och naturlig växtlighet. Den sträcker sig 1,4 kilometer i nord-sydlig riktning, och 1,7 kilometer i öst-västlig riktning.